# Basketball-Amerikameisterschaft
Die kontinentale Basketball-Amerikameisterschaft (offiziell: AmeriCup) wird von der FIBA Amerika, dem amerikanischen Basketballverband, veranstaltet. Bei diesem Turnier spielen die Basketballnationalmannschaften Amerikas ihren Meister aus.
Da die FIBA die gesamte westliche Hemisphäre westlich des Atlantiks in einer Zone organisiert hat, nehmen Länder aus Nordamerika, Mittelamerika, der Karibik und Südamerika an diesem Turnier teil.
Die erste Amerikameisterschaft fand 1980 in Puerto Rico statt. Seit 2017 wird diese Meisterschaft im Vierjahresrhythmus ausgetragen, vorher wurde diese im Zweijahresrhythmus jeweils in den ungeraden Jahren veranstaltet. Vor 2017 war die Amerikameisterschaft auch ein Qualifikationsturnier für, je nach Austragungsjahr, die Basketball-Weltmeisterschaft oder die Olympischen Sommerspiele.

## Die Turniere im Überblick
| Jahr | Ausrichter              | Ausrichter    |                | Platzierungen | Platzierungen           | Platzierungen |
| Jahr | Land                    | Spielorte     | Amerikameister | Zweiter Platz | Dritter Platz           |               |
| ---- | ----------------------- | ------------- | -------------- | ------------- | ----------------------- | ------------- |
| 1980 | Puerto Rico             | San Juan      | Puerto Rico    | Kanada        | Argentinien             |               |
| 1984 | Brasilien               | São Paulo     | Brasilien      | Uruguay       | Kanada                  |               |
| 1988 | Uruguay                 | Montevideo    | Brasilien      | Puerto Rico   | Kanada                  |               |
| 1989 | Mexiko                  | Mexiko-Stadt  | Puerto Rico    | USA           | Brasilien               |               |
| 1992 | USA                     | Portland      | USA            | Venezuela     | Brasilien               |               |
| 1993 | Puerto Rico             | San Juan      | USA            | Puerto Rico   | Argentinien             |               |
| 1995 | Argentinien             | Neuquén       | Puerto Rico    | Argentinien   | Brasilien               |               |
| 1997 | Uruguay                 | Montevideo    | USA            | Puerto Rico   | Brasilien               |               |
| 1999 | Puerto Rico             | San Juan      | USA            | Kanada        | Argentinien             |               |
| 2001 | Argentinien             | Neuquén       | Argentinien    | Brasilien     | Kanada                  |               |
| 2003 | Puerto Rico             | San Juan      | USA            | Argentinien   | Puerto Rico             |               |
| 2005 | Dominikanische Republik | Santo Domingo | Brasilien      | Argentinien   | Venezuela               |               |
| 2007 | USA                     | Las Vegas     | USA            | Argentinien   | Puerto Rico             |               |
| 2009 | Puerto Rico             | San Juan      | Brasilien      | Puerto Rico   | Argentinien             |               |
| 2011 | Argentinien             | Mar del Plata | Argentinien    | Brasilien     | Dominikanische Republik |               |
| 2013 | Venezuela               | Caracas       | Mexiko         | Puerto Rico   | Argentinien             |               |
| 2015 | Mexiko                  | Mexiko-Stadt  | Venezuela      | Argentinien   | Kanada                  |               |
| 2017 | Argentinien             | Córdoba       | USA            | Argentinien   | Mexiko                  |               |
| 2022 | Brasilien               | Recife        | Argentinien    | Brasilien     | USA                     |               |
| 2025 | Nicaragua               | Managua       |                |               |                         |               |

## Medaillenspiegel
| Rang | Land                    | Goldmedaillen | Silbermedaillen | Bronzemedaillen | Gesamt |
| ---- | ----------------------- | ------------- | --------------- | --------------- | ------ |
| 1    | USA                     | 7             | 1               | 1               | 9      |
| 2    | Brasilien               | 4             | 3               | 4               | 11     |
| 3    | Argentinien             | 3             | 6               | 5               | 14     |
| 4    | Puerto Rico             | 3             | 5               | 2               | 10     |
| 5    | Venezuela               | 1             | 1               | 1               | 3      |
| 6    | Mexiko                  | 1             | 0               | 1               | 2      |
| 7    | Kanada                  | 0             | 2               | 4               | 6      |
| 8    | Uruguay                 | 0             | 1               | 0               | 1      |
| 9    | Dominikanische Republik | 0             | 0               | 1               | 1      |

## MVP-Auszeichnungen
| Jahr | MVP             |
| ---- | --------------- |
| 2001 | Manu Ginóbili   |
| 2003 | Steve Nash      |
| 2005 | Marcelo Machado |
| 2007 | Luis Scola      |
| 2009 | Luis Scola      |
| 2011 | Luis Scola      |
| 2013 | Gustavo Ayón    |
| 2015 | Luis Scola      |
| 2017 | Jameel Warney   |
| 2022 | Gabriel Deck    |